# 中梁镇 (天水市)
中梁镇，是中华人民共和国甘肃省天水市秦州区下辖的一个乡镇级行政单位。
2015年，甘肃省民政厅批复同意撤销中梁乡，设立中梁镇。

## 行政区划
中梁镇下辖以下地区：
三湾村、红卫村、赵家河村、唐家河村、李家庄村、马家庄村、刘家河村、何家庙村、马窑村、杨家山村、金李村、龙凤村、向阳村、马周村、茹家湾村、麦王山村、草胡村和座崖村。